# 东西线 (新加坡地铁)
東西線（英語：East West line，縮寫EWL）是新加坡地鐵的一條地鐵路線，由SMRT地鐵營運，從新加坡東區的巴西立站至新加坡西區的大士連路站，以及一條支線由丹那美拉站分岔至樟宜機場站。東西線是新加坡第二條地鐵線，全長57.2公里，是新加坡最長的地鐵線，共設35座車站，其中8座位於地下。東西線在路線圖上以綠色顯示。
東西線在發展早期是南北線的一部分，直至東延至丹那美拉站才分拆。不過，兩條至今仍使用相同的信號系統和鐵路車輛。東西線信號系統更換與南北線同步，也是第二條完全更新信號系統的路線，由半自動運作改為全自動運作。
需要注意的是，樟宜機場支線是以穿梭方式營運，樟宜機場開出的列車以丹那美拉站為終點站，前往其他車站的旅客都需要在丹那美拉站轉車。

## 歷史

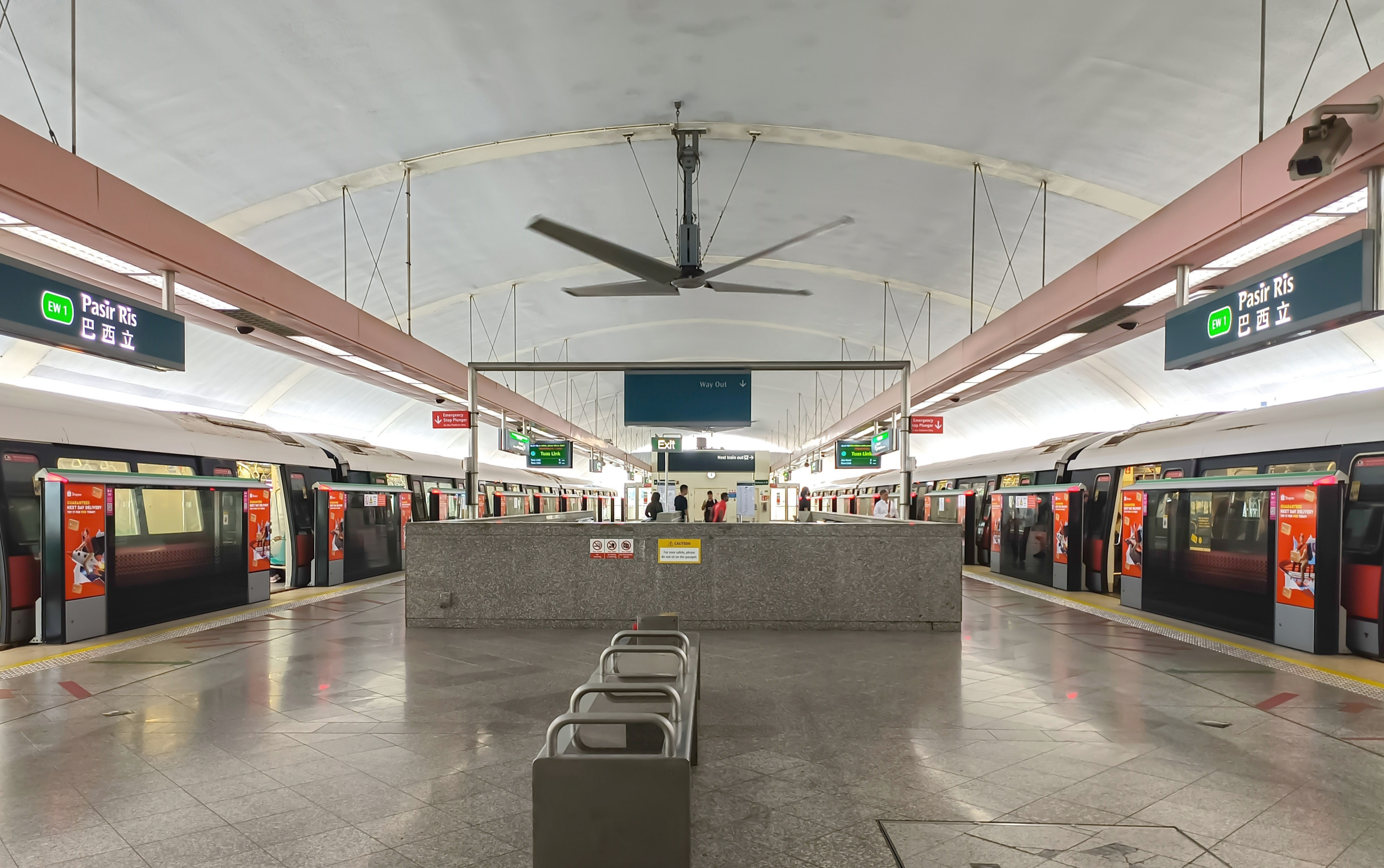
巴西立站

後來成為東西線的車站當中，第一段通車的是政府大廈站至歐南園站，於1987年12月12日作為南北線一部分通車。1988年3月12日西延至金文泰站。在興建往金文泰站的延長線期間，聯邦大道西為興建天橋而改道。東西線於1988年11月5日進一步延長至湖畔站。15公里的東延至丹那美拉站於1989年11月4日通車，由時任第一副總理吳作棟主持通車典禮。至此，東西線與南北線分拆，以綠色為主色。南北線亦於同日延長至濱海灣站。
東西線延長至巴西立站於1989年12月16日提前通車。1990年7月6日文禮站投入服務，新加坡地鐵初期系統全線完工。

### 後續發展

#### 杜弗站

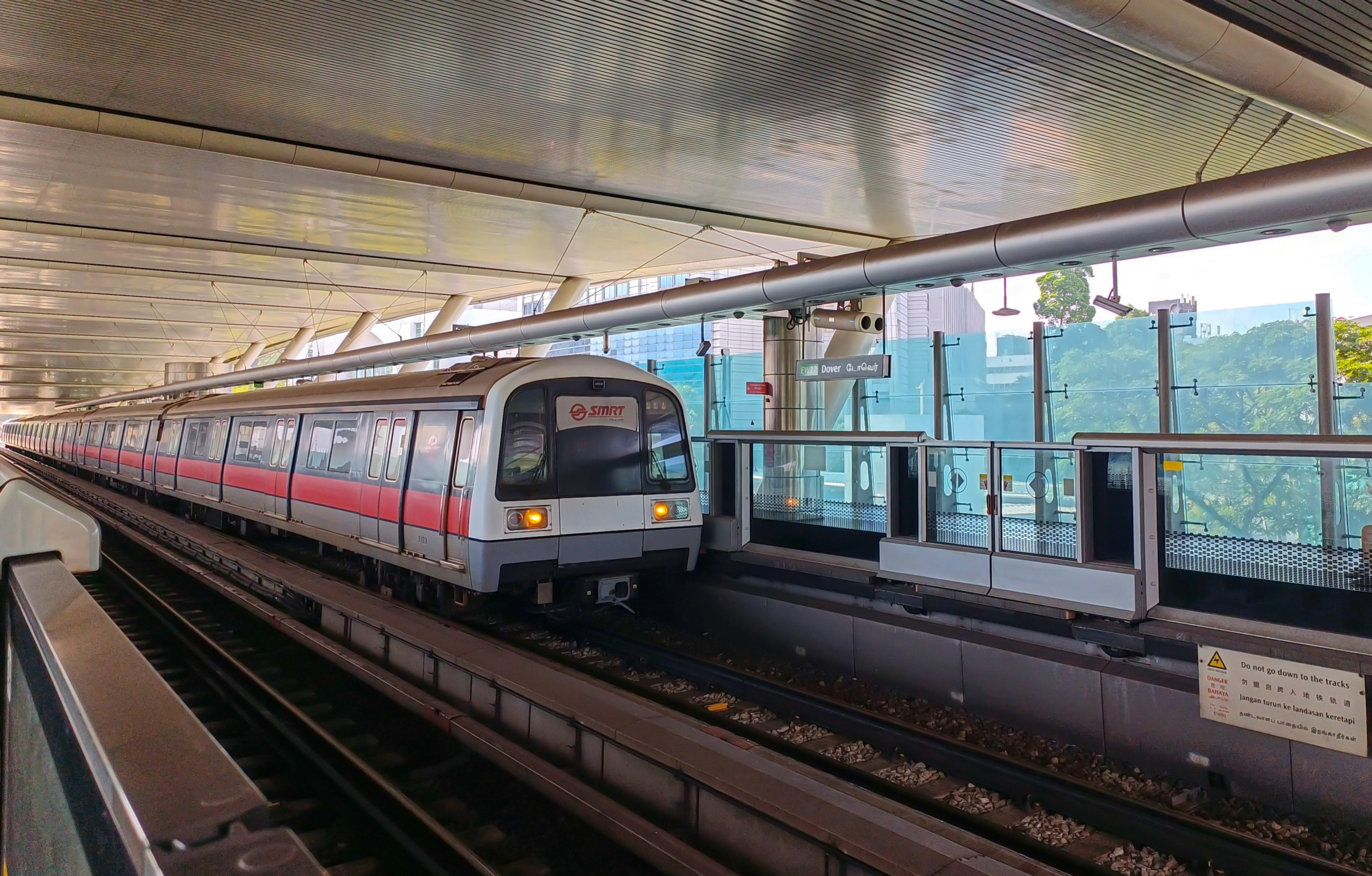
杜弗站，新加坡地鐵首個增設車站

在波那維斯達站和金文泰站之間興建新的增設車站杜弗站的工程於1998年6月開工。車站工程遭到部分人士反對，因其服務範圍狹小，另有批評只為一間教育機構的學生使用而建設車站是浪費公帑。然而陸路交通管理局仍然繼續工程，以服務新加坡理工學院和杜弗的組屋。2001年10月18日，杜弗地鐵站啟用在啟用前，2001年10月13日至17日期間進行了試運，列車在車站停車但不開門。杜弗是新加坡地鐵首個增設車站。

#### 樟宜機場支線
將新加坡地鐵延長至樟宜機場的計劃在興建3號搭客大廈的時候再次獲得考慮。從丹那美拉站分支新線前往樟宜機場的規劃早期已出現，部分概念規劃預定走線沿機場路到達機場後，穿過機場到樟宜坊，之後轉向西南，沿東海岸回到市區。計劃於1996年11月15日時任新加坡副總理李顯龍宣佈。然而新走線與前面的計劃不同，最終計劃只興建前兩站，包括博覽站與樟宜機場站，後者建於2號和3號搭客大廈之間。車站的方向也改為垂直的東西走向，車站的兩端分別可前往兩個搭客大廈。車站的設計於1998年2月10日公佈，工程於1999年1月29日開工。博覽站和樟宜機場站分別在2001年1月10日與2002年2月8日啟用，並以接駁線方式營運。在2003年7月22日以前，列車可從文禮直接開到樟宜機場，但後來因乘客人數低迷改回接駁線。2019年5月25日新加坡宣佈樟宜機場支線將於2040年併入湯申－東海岸線延長線。

#### 文禮及大士延長線

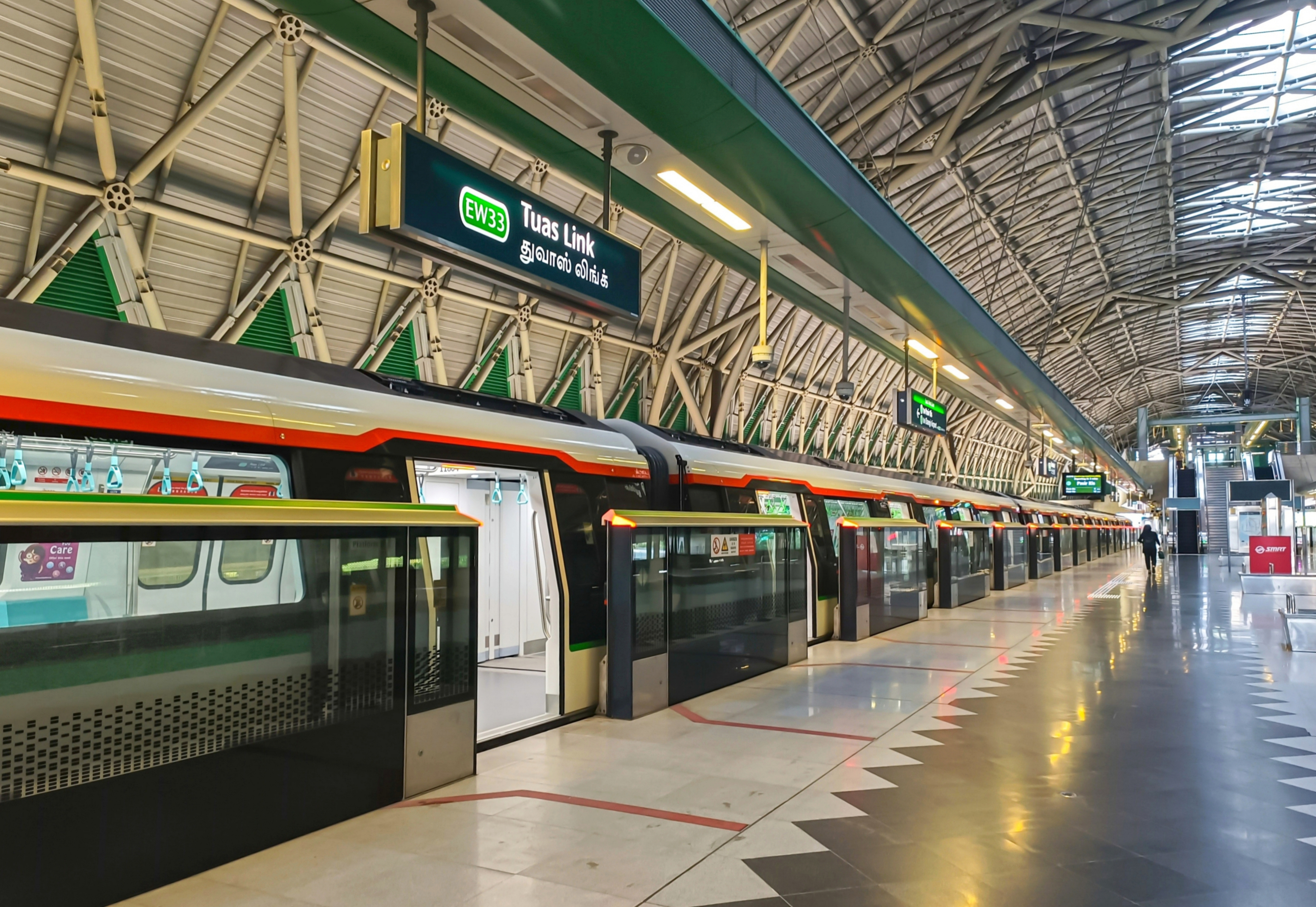
大士連路站

2004年12月29日，陸路交通管理局宣佈全長3.8公里的文禮延長線（實際上是延長至裕群），以服務裕廊西地區的居民以及在大士工業園工作的乘客。兩個新建車站先驅站與裕群站於2009年2月28日通車。
由裕群站延長至大士連路站的大士西延長線於2011年1月11日宣佈。延長線全長7.5公里，設有雙軌地鐵天橋，四個高架車站以及一座26公頃的車廠以提供額外列車和未來路線擴充的停放和維修設施。地鐵天橋與先驅路天橋連為一體，同步提升道路容量應付額外的交通需求。2012年5月4日，陸路交通管理局在大士連路地鐵站舉辦破土動工典禮，大士西延線工程正式開工。
大士西延線於2017年6月18日通車。通車初期，西行列車以梅花間竹的形式分別以裕群站和大士連路站為終點站。

### 丹那美拉新月台
2014年8月25日，陸路交通管理局宣佈將在丹那美拉地鐵站興建新月台，方便前往博覽站和樟宜機場的乘客，加快上下車和減少候車時間。
2016年10月26日，陸路交通管理局批出3.25億新元土木工程合約予林增，在丹那美拉站興建新月台、軌道和天橋除新增月台外，現有的東西線軌道將延長至樟宜新的四合一東海岸綜合車廠。2024年完工後，丹那美拉站將成為繼裕廊東站後第二個設有三個島式月台的車站。

### 設置月台閘門
1987年新加坡地鐵通車時，地下車站已經設有月台幕門，但地面及高架車站沒有月台幕門，故此發生了若干乘客墮軌被列車撞倒甚至撞死的意外。陸路交通管理局起初質疑功用和關注高昂的安裝費用而拒絕設置，但在2008年1月25日政府宣佈在高架車站設立月台閘門轉而支持，稱因月台閘門變得更普遍降低了安裝費用。月台閘門於裕廊東站、巴西立站和義順站作為測試。2011年8月31日，陸路交通管理局宣佈東西線的月台閘門安裝完成，博覽站成為最後一個東西線安裝月台閘門的車站。東西線和南北線安裝月台閘門的工程於2012年3月14日完工，比預定完工日期提早了3個月。

## 车站列表
| 车站编号                                               | 特征     | 车站名称   | 车站名称       | 车站名称    | 營業距離（公里） | 營業距離（公里）                  | 车站接驳／备注                        | 启用日期                                  |
| 车站编号                                               | 特征     | 中文       | 英文           | 淡米爾語    | 站間             | 累計                              | 车站接驳／备注                        | 启用日期                                  |
| ------------------------------------------------------ | -------- | ---------- | -------------- | ----------- | ---------------- | --------------------------------- | ------------------------------------- | ----------------------------------------- |
| 东西线                                                 |          |            |                |             |                  |                                   |                                       |                                           |
| EW1 CR5 CP1                                            |          | 巴西立     |                |             | 0.0              | 0.0                               | 跨岛线 · 跨岛线榜鹅支线 · —— · 巴西立 | 1989年 12月16日                           |
| EW2 DT32                                               |          | 淡滨尼     |                |             | 2.4              | 2.4                               | 滨海市区线 · —— · 淡滨尼 · 淡滨尼总汇 | 1989年 12月16日                           |
| EW3                                                    |          | 四美       |                |             | 1.4              | 3.8                               |                                       | 1989年 12月16日                           |
| EW4 CG                                                 | 丹那美拉 |            |                | 2.5         | 6.3              | 东西线樟宜机场支线                | 1989年 11月4日                        |                                           |
| EW5                                                    | 勿洛     |            |                | 1.9         | 8.2              | 勿洛                              | 1989年 11月4日                        |                                           |
| EW6                                                    | 景万岸   |            |                | 1.9         | 10.1             |                                   | 1989年 11月4日                        |                                           |
| EW7                                                    | 友諾士   | Eunos      | யூனுஸ்            | 1.2         | 11.3             | 友诺士                            | 1989年 11月4日                        |                                           |
| EW8 CC9                                                | 巴耶利峇 |            |                | 1.1         | 12.4             | 环线                              | 1989年 11月4日                        |                                           |
| EW9                                                    | 阿裕尼   |            |                | 1.2         | 13.6             |                                   | 1989年 11月4日                        |                                           |
| EW10                                                   | 加冷     |            |                | 1.4         | 15.0             | 芽笼1巷                           | 1989年 11月4日                        |                                           |
| EW11                                                   |          | 劳明达     |                |             | 1.1              | 16.1                              | 1989年 11月4日                        |                                           |
| EW12 DT14                                              | 武吉士   |            |                | 1.1         | 17.2             | 滨海市区线                        | 1989年 11月4日                        |                                           |
| EW13 NS25                                              | 政府大厦 |            |                | 1.0         | 18.2             | 南北线 · CC3                      | 1987年 12月12日                       |                                           |
| EW14 NS26                                              | 莱佛士坊 |            |                | 1.0         | 19.2             | 南北线 · DT17                     | 1987年 12月12日                       |                                           |
| EW15                                                   |          | 丹戎巴葛   |                |             | 1.1              | 20.3                              | 1987年 12月12日                       |                                           |
| EW16 NE3 TE17                                          |          | 欧南园     |                |             | 1.0              | 21.3                              | 1987年 12月12日                       | 东北线 · 汤申－东海岸线 · —— · 甘榜峇鲁路 |
| EW17                                                   | 中峇鲁   |            |                | 1.5         | 22.8             |                                   | 1988年 3月12日                        |                                           |
| EW18                                                   |          | 红山       |                |             | 1.3              | 24.1                              | 1988年 3月12日                        |                                           |
| EW19                                                   | 女皇镇   |            |                | 1.3         | 25.4             |                                   | 1988年 3月12日                        |                                           |
| EW20                                                   | 联邦     |            |                | 1.3         | 26.7             |                                   | 1988年 3月12日                        |                                           |
| EW21 CC22                                              |          | 波那维斯达 |                |             | 1.1              | 27.8                              | 1988年 3月12日                        | 环线                                      |
| EW22                                                   |          | 杜弗       |                |             | 1.4              | 29.2                              | 增设车站                              | 2001年 10月18日                           |
| EW24 NS1 JE5                                           | 裕廊东   |            |                | 5.2         | 34.4             | 南北线 · 裕廊区域线 · —— · 裕廊东 | 1988年 11月5日                        |                                           |
| EW25                                                   | 裕华园   |            | }              | 1.5         | 35.9             |                                   | 1988年 11月5日                        |                                           |
| EW29                                                   | 裕群     |            |                | 6.7         | 42.6             | 裕群                              | 1988年 11月5日                        |                                           |
| EW30                                                   | 卡尔圈   |            |                | 2.4         | 45.0             |                                   | 2017年 6月18日                        |                                           |
| EW31                                                   | 大士彎   |            |                | 1.7         | 46.7             |                                   | 2017年 6月18日                        |                                           |
| EW32                                                   | 大士西路 |            |                | 1.4         | 48.1             |                                   | 2017年 6月18日                        |                                           |
| EW33                                                   | 大士连路 |            |                | 1.3         | 49.4             | 大士关卡 · 大士                   | 2017年 6月18日                        |                                           |
| 樟宜机场支线（獨立營運；2040年后将划入汤申－东海岸线） |          |            |                |             |                  |                                   |                                       |                                           |
| CG1 DT35                                               |          | 博览       |                |             | 1.9              | 1.9                               | 滨海市区线                            | 2001年 1月10日                            |
| CG2                                                    |          | 樟宜机场   | Changi Airport | சாங்கி விமானநிலையம் | 4.6              | 6.5                               | 樟宜机场T1－T4 · 樟宜机场             | 2002年 2月8日                             |
| 1.                                                     |          |            |                |             |                  |                                   |                                       |                                           |

圖例
|                 | 高架月台        |  | 站外换乘         |
|                 | 地下月台        |  | 巴士转换站／终站 |
|                 | 民防防空洞      |  | 机场             |
| Does not appear | Does not appear |  | 关卡             |